# Honrubia
Honrubia es un municipio y localidad española de la provincia de Cuenca, en la comunidad autónoma de Castilla-La Mancha. Cuenta con una población de 1542 habitantes (INE 2024). Junto a la localidad pasa la autovía A-3 que une Madrid y Valencia.

## Toponimia
El nombre de Honrubia proviene del latín 'Font-rubia'. Por una parte, la palabra 'Font' deriva de la existencia de una antigua fuente o manantial localizado en las cercanías del casco urbano, pero del que actualmente se desconoce su situación; y por otra parte, 'rubia' podría derivar de la abundancia de una planta llamada rubia, o en cambio, por la fertilidad de las tierras que circundan al pueblo, debido a su localización entre los ríos Júcar y Rus (Guadiana).

## Geografía

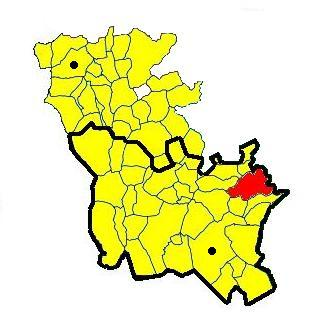
Localización de Honrubia en la comarca de La Mancha de Cuenca.

El término municipal se extiende en un terreno llano, como es característico de la comarca de La Mancha de Cuenca a la que pertenece, concretamente a La Mancha Baja Conquense. El municipio se encuentra a 817 metros sobre el nivel del mar y dista 74 kilómetros de la capital provincial. El pueblo está atravesado por la N-3 y al lado pasa la autovía del Este.
Su término municipal limita por el norte con Castillo de Garcimuñoz, Torrubia del Castillo, Valverde de Júcar y Hontecillas, por el este con Buenache de Alarcón y Alarcón, por el sur con Cañada Juncosa y El Cañavate y por el oeste con Santa María del Campo Rus y Pinarejo.
El casco urbano se encuentra en un pequeño y poco profundo valle formado por la acequia de Santa Ana, que bordea el pueblo por el este y por el sur, y que se abre hacia el oeste, hacia el valle del río Rus, afluente del Záncara, y a su vez, éste del Guadiana; el casco urbano también se encuentra rodeado por pequeñas colinas, que limitan este pequeño valle, entre las que destaca el cerro, un parque periurbano situado al norte de la localidad. 

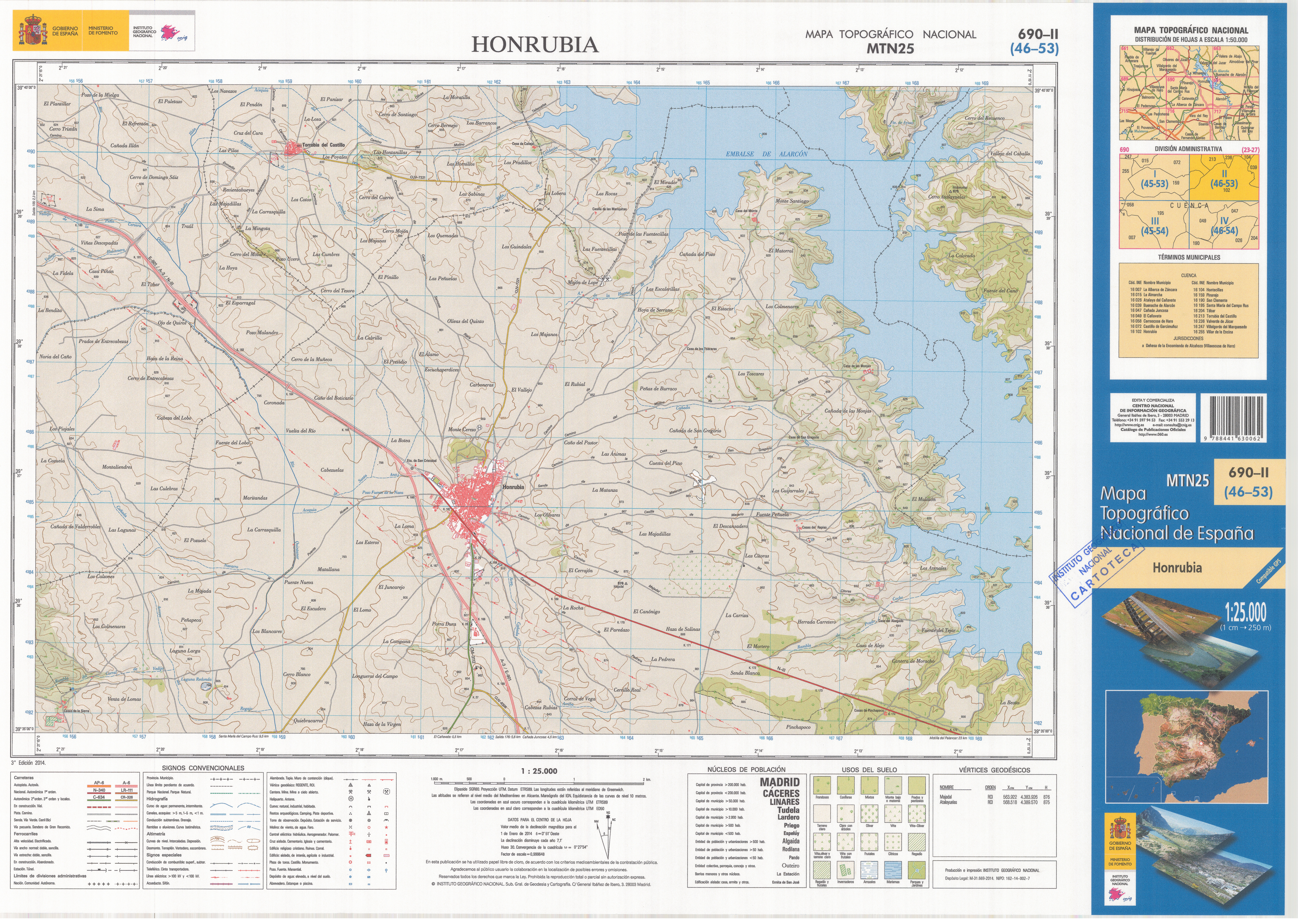
Hoja 690-II del Mapa Topográfico Nacional correspondiente a Honrubia. Al noreste se encuentra el embalse de Alarcón

Por el término municipal trascurre la línea divisoria de aguas, que separa las cuencas del Guadiana y el Júcar, siendo límite también de las vertientes atlántica y mediterránea. La divisoria de aguas cruza el término municipal desde el sureste hacia el noroeste, a menos de un kilómetro al norte del casco urbano. Por lo tanto, la zona norte-este del término vierte sus aguas al Mediterráneo, por la cuenca del río Júcar, cruzando dicho río el término municipal a escasos 4 kilómetros de la localidad, en forma de embalse, el embalse de Alarcón, localizándose la presa a unos 15 kilómetros. Por otra parte, el este y el sur del término es recorrido por el río Rus, que nace en las proximidades de Castillo de Garcimuñoz y sigue aguas abajo hasta San Clemente, para verter sus aguas al río Záncara, en la localidad de El Provencio.
El tipo de clima en Honrubia es mediterráneo continental, caracterizado por inviernos fríos y veranos calurosos. En Honrubia, los veranos son cortos, cálidos y mayormente despejados; los inviernos son largos, muy frío, ventosos y parcialmente nublados y está seco durante todo el año. Durante el transcurso del año, la temperatura generalmente varía de -0 °C a 31 °C y rara vez baja a menos de -5 °C o sube a más de 35 °C. La temporada calurosa dura 2,8 meses, del 14 de junio al 7 de septiembre, y la temperatura máxima promedio diaria es más de 27 °C. El mes más cálido del año en Honrubia es julio, con una temperatura máxima promedio de 31 °C y mínima de 16 °C. La temporada fría dura 3,8 meses, del 13 de noviembre al 5 de marzo, y la temperatura máxima promedio diaria es menos de 13 °C. El mes más frío del año en Honrubia es enero, con una temperatura mínima promedio de -0 °C y máxima de 9 °C. El clima es seco; la precipitación media anual no llega a los 300 mm (260 mm).

## Naturaleza

### Monte Cerezo
El Monte Cerezo (antes llamado "Cerro de Ortega" ) debido al apellido de su anterior propietario, Vicente Ortega, es un cerro ubicado en las afueras de Honrubia. Tiene un pinar que cubre a todo el cerro. Por la parte más alta, hay un mini campo de golf, y unas mesas y barbacoas. El cerro tiene varios accesos en forma de camino rural, desde la carretera de Torrubia del Castillo, desde el polideportivo, y desde el propio pueblo. En la parte del monte que está desforestada, hay un helipuerto, usado por el SESCAM, para trasladar a los enfermos al hospital.

### Embalse de Alarcón
El embalse de Alarcón inunda la frontera oriental del término municipal. En él se puede disfrutar de actividades deportivas acuáticas dentro del pantano, y en los alrededores otras actividades como ciclismo, senderismo, etc. Bajo las aguas del pantano hay un antiguo pueblo llamado Gascas; cuando baja el nivel del agua del embalse, se pueden ver los restos del pueblo; Gascas tuvo que ser abandonado por la construcción de la presa de Alarcón, la que hizo que se inundara todo el pueblo y quedara bajo el embalse de Alarcón.
En la parte del embalse de Alarcón que está dentro del término municipal de Honrubia, destaca el paraje de "las Monjas". Actualmente, la aldea de las Monjas es una finca privada, en la que hay una ermita y un monumento que recuerda al primer tractor que hubo en Honrubia; esta finca se encuentra en la cima de un monte que domina la zona y desde el que se puede ver gran parte del pantano. Al pie de "las Monjas", hay un campo de golf llamado "Hoya Redonda" y el cual está justo al lado del pantano. Este paraje de las monjas es llamado así porque antiguamente había un convento en el que había monjas, ahora las ruinas del convento están bajo las aguas del pantano.
Más al norte de "las Monjas", está la "Torre del Moro", una antigua torre que servía para vigilar el paso por el valle del río Júcar donde hoy esta el embalse. En esta zona y en otras zonas del embalse se han encontrado antiguos restos humanos.
Una de las zonas donde más se encontraron fue en el "cerro de los Muertos" y "cerro de la Torre", de origen celtíbero. El "cerro de los Muertos" podría ser una antigua necrópolis y el "cerro de la Torre" una población celtíbera. En el "cerro de la Torre" se pueden distinguir restos de antiguas edificaciones, como los cimientos de casas, y en la cima de este cerro aún se conservan los restos de un antiguo molino posterior a la época celtíbera. Actualmente, estos dos cerros son islas que están dentro del pantano, pero cuando baja el agua se puede acceder a pie a ambos cerros.

## Historia
El origen de Honrubia es incierto, pero se cree que surgió durante la repoblación de Alfoz de Alarcón, en un lugar de tierras fértiles y donde manaban manantiales y fuentes, y que era cruce de caminos, ya que por allí pasaban una cañada real, el camino real desde la Mancha hacia Cuenca y el bajo Aragón, el camino militar de Madrid a Valencia y una antigua calzada romana que partía de Minaya e iba hacia Valeria. La primera edificación era una posada que surgió en el antiguo camino de Cuenca (actualmente Calle Cuenca); y alrededor de esa posada fue surgiendo la aldea. El primer documento encontrado donde se menciona a Honrubia es un manuscrito de 1184, en el que se nombran las 63 aldeas pertenecientes a Alarcón, tales como: Honrubia, Alcañavate, Atalaya, Cañada, Vara de Rey, La Roda y Albacete. Durante la Edad Media, Honrubia perteneció al Marquesado de Villena. Este marquesado se extendía por gran parte de las provincias de Cuenca, Albacete, Valenca y Alicante; su capital era Alarcón y pertenecía a Juan Pacheco, marqués de Villena. Durante este periodo, Honrubia fue repoblada por colonos del Marquesado de Villena, que se dedicaban principalmente a la agricultura.
Más tarde, en 1630, Honrubia se eximió de su cabecera de Alarcón, con el permiso previo del marqués de Villena ya que en 1602 había considerado su idoneidad para el villazgo por formar parte del grupo de lugares que "son grandes y tienen comodidad y capacidad para ser villas y pretenden muchos días ha, eximirse de sus cabezas y dan razones suficientes". De estre grupo, Honrubia era la que más habitantes tenía, 431. El marqués cobró 8000 maravedís por parte de Honrubia, y esta consiguió su independencia a la vez que era nombrada villa. En 1613, se apareció en un pequeño cuadro el Santo Rostro a la beata Ana María Rubio, la que mediataba día y noche ante este cuadro sobre temas de la pasión.
Ante este hecho milagroso, sobre 1720, comenzó a construir la ermita del Santo Rostro. Esta gran obra fue pagada por limosnas de los habitantes de Honrubia y de otras localidades de toda la región como Villarrobledo, ya que generó muchos devotos por toda la zona. Fue obra de Jaime Bort. Alrededor de 1780 se produjo un incendio en la iglesia parroquial de la Asunción, la que quedó destruida. Sobre 1786 fueron las obras de restauración de la iglesia, la que, después de las obras, se parecía muy poco a como era anteriormente.

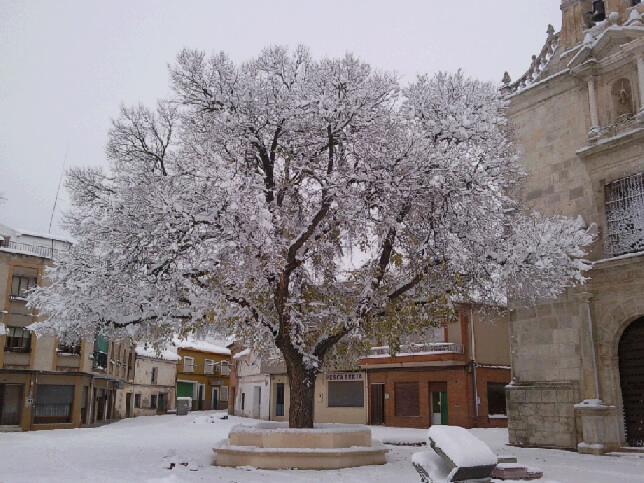
Olma de Honrubia nevada en diciembre de 2009

Ya en el siglo XX, Honrubia empieza a hacerse famosa en la zona gracias a la feria de ganado, que tenía lugar durante la celebración de las fiestas patronales en honor al Santo Rostro. A Honrubia acudía gente de toda Castilla la Nueva y de toda España, pero esta tradición se perdió por la modernización de las tareas del campo. En 1955 se empezó a construir el embalse de Alarcón, a unos 4 km de Honrubia. El embalse supuso la anegación de localidades como Gascas, Talayuelas, parte de Valverde del Júcar, etc. Para Honrubia supuso la pérdida de la villa de Marín y Zarza y la aldea de las Monjas, en la que se hallaba un antiguo convento; estas dos localidades pertenecían al municipio de Honrubia. También el embalse cortó el antiguo camino de Cuenca, por lo que la distancia entre Honrubia y la capital se alargó. Pero también trajo una cosa beneficiosa para Honrubia, el corte de la N-III a su paso por Valverde del Júcar, Buenache de Alarcón, etc, lo que supuso que la nueva N-III se abriera por La Almarcha y Honrubia, lo que trajo mayor prosperidad a la villa, en la que surgieron nuevos empleos sobre todo de transportes de mercancías y hostelería. Años atrás existía una escultura del generalísimo Francisco Franco en la plaza del caudillo, que cuando ganaba el Real Madrid, lo pintaban de blanco y cuando ganaba el Barcelona, de azul. Varias generaciones de niños pegaron chicles en la estatua del caudillo.

## Demografía
Honrubia cuenta con una población de 1542 habitantes (INE 2024).
| Gráfica de evolución demográfica de Honrubia entre 1842 y 2021 |
| |
| Población de derecho según los censos de población del INE Población de hecho según los censos de población del INEEntre el censo de 1857 y el anterior, crece el término del municipio porque incorpora a Marín y Zarza |

Como se puede ver en estas tablas, desde hace algún tiempo, Honrubia ha ido rondando los 2000 habitantes, teniendo un máximo de población de unos 2300 habitantes en los años 50, debido a la explosión de la natalidad o baby boom. Desde entonces, la población descendió bruscamente debido a la emigración hacia grandes ciudades como Madrid y Valencia.